# Rotork
Rotork plc ist ein britisches Unternehmen im Bereich produzierendes Gewerbe für industrielle Durchflusskontrollgeräte. Es ist in der London Stock Exchange gelistet und ist Teil des FTSE 250 Index.

## Geschichte

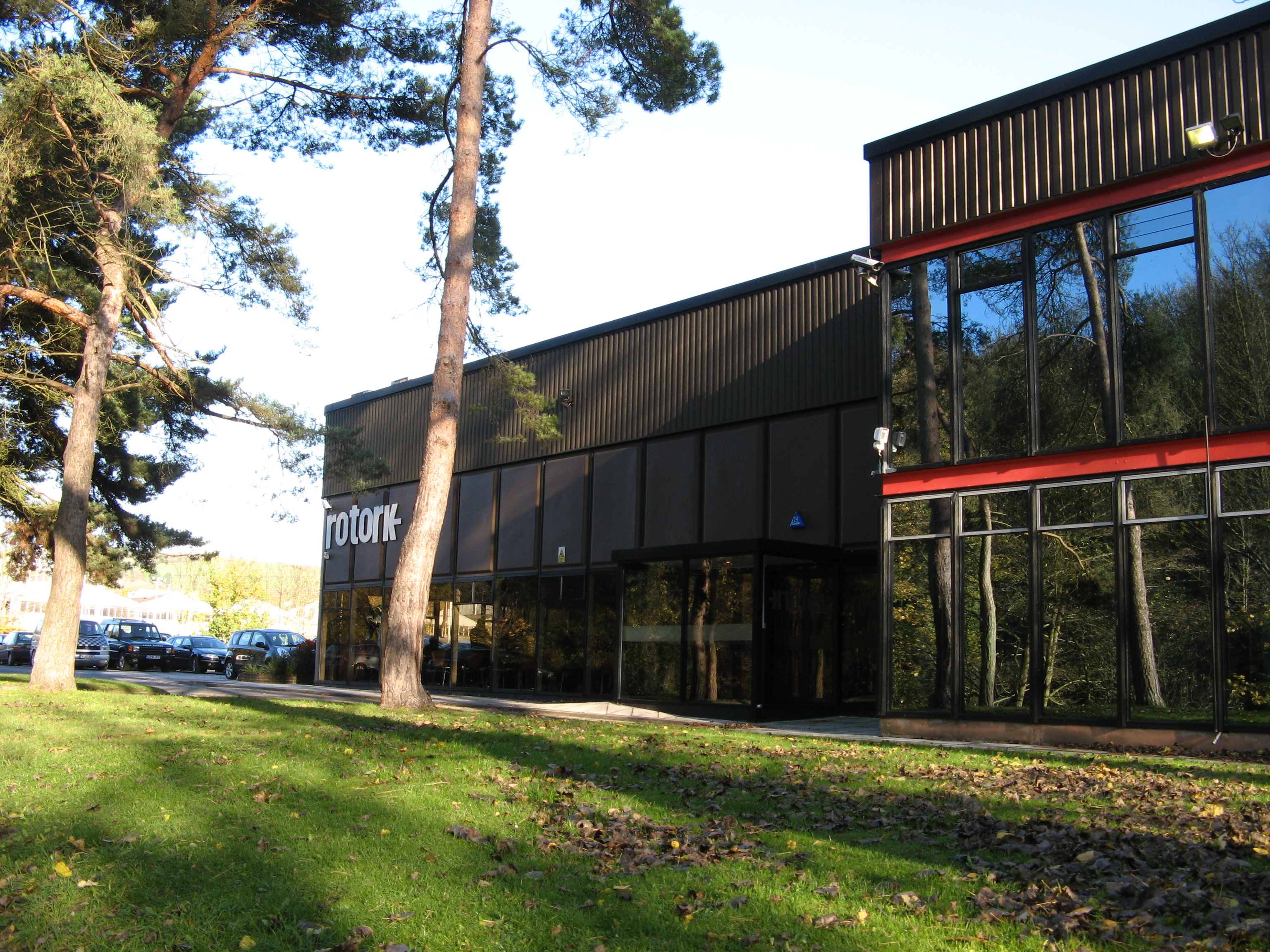
Rotork Hauptsitz und Fabrik in Bath

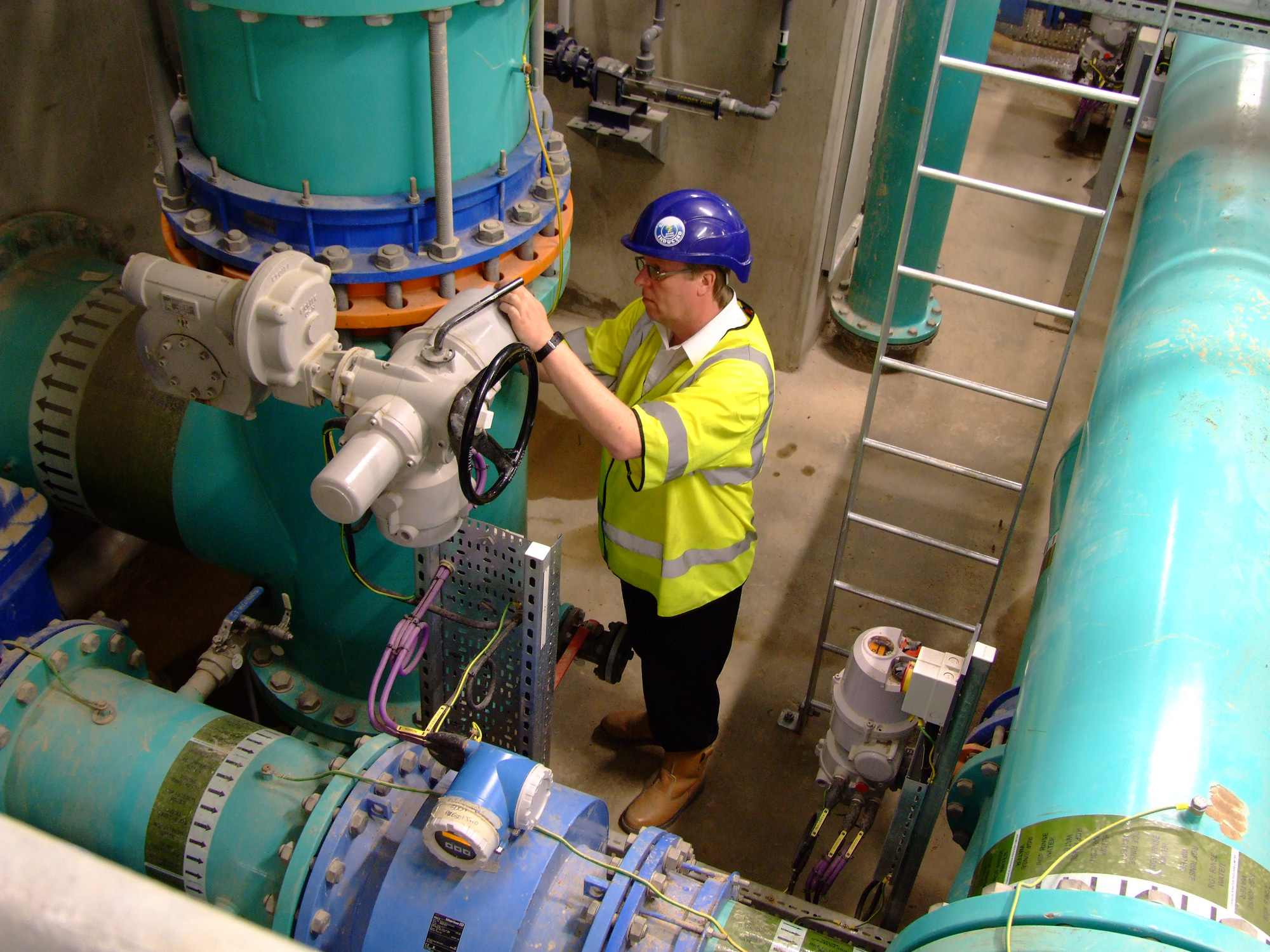
Elektrisch angetriebene Zwillingsventile steuern den automatischen Betrieb von Filteranlagen in einer Wasseraufbereitungsanlage

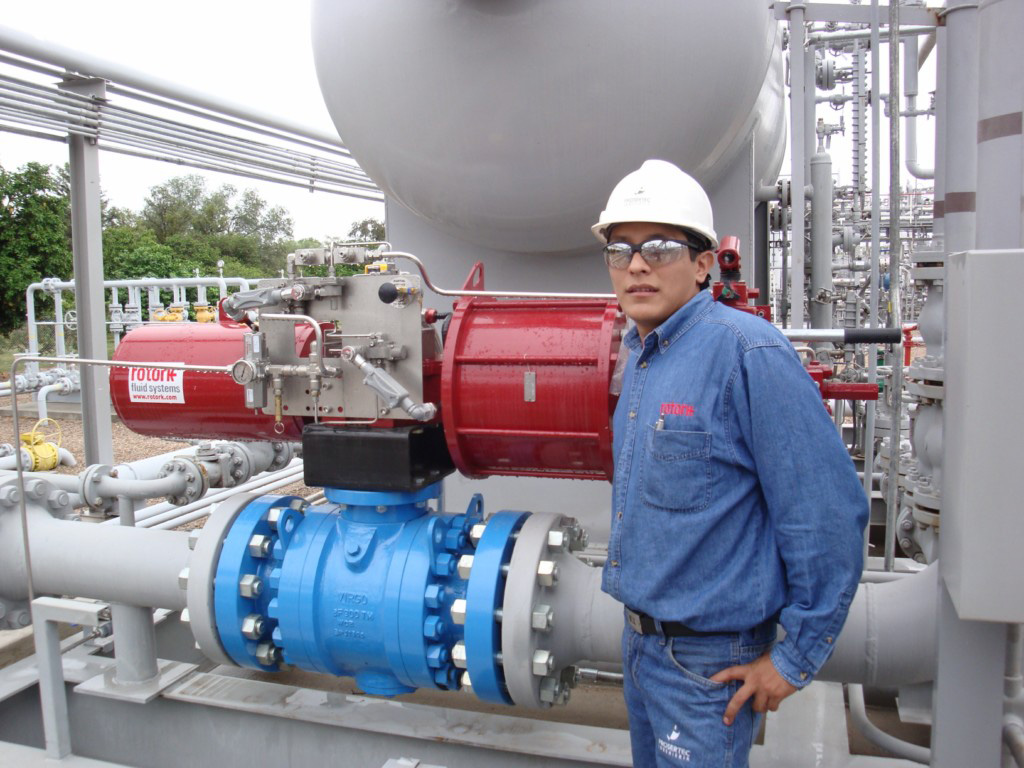
Ein pneumatisch betriebenes Sicherheitsabsperrkugelhahn in einer Erdgasverarbeitungsanlage

Das Unternehmen wurde in den 1940er Jahren als kleine Ingenieurwerkstatt in Bristol gegründet. Im Jahr 1945 wurde es von Frenchay Products unter der Leitung von Jeremy Fry übernommen. Der erste Stellantrieb wurde 1952 hergestellt. Im Jahr 1957 zog Rotork nach Bath um, wo es zunächst in Widcombe Manor, Jeremy Frys Haus, mit 12 Mitarbeitern tätig war. Im Jahr 1962 zog das Unternehmen in eine neue Produktionsstätte in Newbridge, Bath, um, die bis heute Hauptsitz des Unternehmens ist. Erstmalig wurde das Unternehmen am 23. Juli 1968 im London Stock Exchange gelistet.
Protech Instruments & Systems, ein Instrumentenhersteller, wurde im Jahr 1985 gekauft, um die Entwicklung von Pakscan, einem digitalen Bus-Steuerungssystem für Stellantriebe, zu beschleunigen. Im Jahr 1999 kaufte Rotork Fluid System Srl, ein italienisches Antriebsunternehmen, im Jahr 2000 erwarb es Skilmatic in Leeds und 2002 Jordan Controls, einem US-amerikanisches Antriebsunternehmen. Mit dem Kauf von Remote Control wurde das Unternehmen 2008 in Schweden aktiv.
Im Jahre 2009 übernahm das Unternehmen Flow-Quip, und 2010 Ralph A. Hillier, jeweils in den USA ansässige Unternehmen. Im Jahr 2011 wurde Rotork Servo Controles de Mexico S.A. de C.V. vollständig von Rotork übernommen, nachdem sie seit den 1970er Jahren teilweise dem Unternehmen gehörten.
Kurz danach kaufte Rotork Valco Valves Automation AS, Rotorks Langzeitvertriebs- und -dienstleistungsvertretung in Norwegen, welcher heute Rotork Norway heißt.
Rotork kaufte K-Tork International Inc. mit Hauptsitz in Dallas, und Centork Valve Control S.L., einen spanischen Stellantriebhersteller mit Sitz in der Nähe von San Sebastián. Im Jahr 2011 wurde Fairchild Industrial Products aus North Carolina übernommen. Im Vereinigten Königreich wurde Prokits gekauft. Im Jahr 2012 wurde der italienische Hersteller für Endschalter Soldo Srl und in 2013 der deutsche Stellantriebshersteller Schischek gekauft.
Weitere Übernahmen im Jahr 2013 waren Flowco in Großbritannien und Renfro associates in den USA, die beide die Servicekapazitäten des Unternehmens erweiterten, sowie der Kauf des italienischen Antriebsherstellers GT Attuatori Srl. Im Jahr 2014 erwarb Rotork auch Young Tech Co. Ltd. (YTC), einen koreanischen Hersteller von Messgeräten. Im Jahr 2014 erwarb Rotork auch Xylem Flow Control Limited (XFC), ansässig in Wolverhampton, UK, einen führenden Hersteller von Magnetventilen und Instrumenten unter den Marken Midland-ACS, Alcon Solenoid Valves und Landon Kingsway für 18 Millionen Pfund. Zu Beginn des Jahres 2015 kaufte Rotork Teile von Omas Teknik, ihre Vertriebs- und Dienstleistungsvertretung in der Türkei. M&M International Srl, und Bifold Group wurden 2015 übernommenen.
Ebenso im Jahr 2015 erwarb Rotork Servo Moteurs Service, einen Stellantriebsdienstleister im Süden von Frankreich, als einen wichtigen Schritt zur Entwicklung eines Direktdienstleistungsangebotes durch Rotork an seine Kunde und Roto Hammer, einen Hersteller für kundenspezifische Kettenradventilantriebe mit Sitz in Tulsa, Oklahoma, USA. Anfang 2016 kaufte Rotork Mastergear, einen führenden Hersteller von manuellen und motorisierten Getrieben für Ventile mit Produktionsstätten in Italien und den USA, um ihre Marktposition für das Angebot von Getrieben auszubauen.

## Einsatzgebiete
Das Unternehmen ist ein Entwickler und Hersteller von industriellen Flusskontrollprodukten, welche Ventilstellantriebe, Getriebe, Kontrollsysteme, Instrumentationen und zugehöriges Zubehör umfassen.